# Кирман (сасанидская провинция)
Кирман (среднеперсидский: Kirman) — сасанидская провинция в поздней античности, которая почти полностью соответствовала сегодняшней Керманской провинции. Провинция граничила с Парсом на западе, Абаршахром и Сакастаном на северо-востоке, Параданом на востоке, Спаханом на севере и Мазуном на юге. Столицей провинции был Шираган.
Провинция якобы функционировала как некое вассальное королевство, и управляли ею в основном князья из царской семьи, носившие титул Кирманшах («Король Кирмана»). Некоролевские наместники провинции носили титул марзпанов.

## Название
Название провинции происходит от древнеперсидского Karman, этимология названия обсуждалась. Популярна теория, что оно связано с древнеиранским *stern — и среднеперсидским kerm («червь»).

## История
Провинция изначально входила в состав Парфянской империи, но в начале III века завоёвана первым сасанидским царем Ардаширом I (прав. в 224–242 гг.). Согласно средневековому иранскому историку ат-Табари, Ардашир I сверг местного царя в Кирмане по имени Балаш, который был либо членом царской семьи Арсакидов, либо семи парфянских кланов. Сразу после завоевания провинции он основал город Вех Ардашир, недалеко от города Деште-Лут. Город был небольшим, но очень хорошо защищённым, окружённым садами и орошаемым множеством каналов, колодцев и цистерн. Ардашир I основал Нармашир, караванный город, построенный недалеко от небольшой речки недалеко от древнего города Бама. Столица провинции в настоящее время неизвестна — греческий писатель Птолемей, живший в позднепарфянский период, упоминает Александрию и метрополию Карману как города этой провинции, а Аммиан Марцеллин упоминает «Карману, мать всех [провинций]». Они не предоставляют никакой дополнительной информации о провинции. Один из сыновей Ардашира I, также называемый Ардаширом, был назначен правителем Кирмана и получил титул Кирманшаха, которым он продолжал править во время правления преемника Ардашира, Шапура I (прав. в 240-270 гг.). Согласно легенде, город Махан также был творением Сасанидов и был основан другим правителем Сасанидов из Кирмана, Адаром Маханом.
Шапур II (ок. 309–379) после успешной кампании против нескольких арабских племён в Аравии переселил некоторых из них в разные части своей империи, например в Кирман, где поселил часть арабов в Абане. Во время правления Шапура III (пр. 383–388), его сын Бахрам IV правил Кирманом, где он построил город Шираган, который служил столицей провинции до конца периода Сасанидов. Город играл важную экономическую роль, потому что он служил монетным двором и имел большое сельскохозяйственное значение для провинции. Хосров I (пр. 531-579) участвовал в действиях против беспокойного племени Париза, члены которого были убиты и депортированы. Далее, во время его правления, Кирман был отдан под огромную культуру, где было сооружено много больших канатов (кяризов). Согласно легенде, была произведена обширная посадка деревьев. Он также разделил свою империю на четыре военных округа, известных как кусты — Кирман стал частью Немрозского (юго-восточного) куста.
Во время арабского завоевания Ирана последний сасанидский царь Йездегерд III (пр. 632—651) бежал в Кирман в 649/50, но вскоре покинул провинцию после ссоры с марзпаном провинции. Арабы вскоре вошли в Кирман, где они победили и убили марзпанов и завоевали весь Кирман. Арабский генерал Муяши ибн Масуд ас-Сулами возглавил завоевание Кирмана, захватив некоторые города силой, в то время как другие сдались без какого-либо серьезного сопротивления. Арабы также торговали недавно прибывшими поселенцами-белуджами из восточного Каспийского региона, занявшие многие части провинции незадолго до прихода арабов. В результате арабского завоевания многие жители провинции бежали в соседние провинции Сакастан и Мекран.

## География, торговля и администрация
Что касается торговли, то Кирман был ориентирован на Парс и Мидию либо через Персидский залив, либо по его путям к крупным городам, таким как Истахр и Хамадан. Порту Хормазд удалось отправить свой импорт через Валашгирд в Джирофт и по южному маршруту провинции. Джирофт был также связан центральным путём Кирмана через горы в Бахрамабад, затем юго-восточным путем из Кирманшаха и Йезда в хорошо укреплённый город Вех Ардашир, который, возможно, служил городом монетных дворов.
За всей провинцией Кирман был закреплён единый амаргар (главный фискальный чиновник), а это означало, что человек, служивший амаргаром в провинции, имел большое значение.

## Население
Кирман был населён в основном иранцами и постоянно принимал иранских иммигрантов с запада, в то время как провинции на востоке постепенно становились индийскими по языку и культуре. Язык и обычаи иранского населения Кирмана были очень близки персам и мидянам.
Часть иранского населения Кирмана была кочевой, как и белуджи, жившие в западных горах. В провинции также были коренные, неиранские кочевники, такие как юта, которые являются потомками ути (оути), живших в империи Ахеменидов. Племя париз жило в горах к северу от Рудбара, а арабы жили в некоторых частях побережья Кирмана. Кофчи, кочевой народ малоизвестного иранского происхождения, населяли район Башагирд и его западные окрестности.

## Список известных губернаторов
- Ардашир Кирманшах (ок. 224 — сер. III века)
- Адар Махан (???-???)
- Бахрам Кирманшах (???-388)
- Безымянный марзбан (???-650)